# Майе-Брезе, Жан Арман де
Жан Арман де Майе-Брезе (фр. Jean Armand de Maillé, 18 октября 1619 — 14 июня 1646), герцог де Фронсак, маркиз де Брезе — французский адмирал, погиб в возрасте 27 лет, достигнув звания начальника мореплавания и высших почестей.

## Биография
Жан Арман де Майе-Брезе родился 18 октября 1619 года в местечке Milly-le-Meugon. Малого роста и крайне невзрачной наружности, Брезе отличался безумной храбростью, администраторскими способностями и необычайно рано проявившимся талантом флотоводца. Начав карьеру на военно-сухопутной службе в 1638 году, Брезе отличился во Фландрии.
Благодаря родству с кардиналом Ришельё Брезе перешёл во флот, и в 1639 году был назначен командующим французской эскадры в Средиземном море. 22 июня 1640 года, после упорного боя, он принудил укрыться в Кадисе испанский флот из 36 больших галиотов, из которых было потоплено 5.
В следующем году Брезе был назначен посланником в Португалию; но мирная деятельность была ему не по душе, и 1642 году он снова стал командующим Средиземноморской эскадры.
29 июня, после нескольких дней преследования, Брезе удалось принудить к бою близ Барселоны более сильный испанский флот, потерявший 1 корабль. Через 2 дня Брезе снова сошёлся с испанским флотом и принудил его укрыться под укреплениями острова Майорки, с потерей 2 кораблей. Затем Брезе принял деятельное участие во взятии Коллиура.
После смерти своего дяди, кардинала Ришельё, Брезе получил звание великого магистра, пэра Франции и начальника мореплавания и был назначен губернатором крепости Ла-Рошель и провинции Они.
Вступив в командование французским флотом в Средиземном море, он 9 августа 1643 года взял в плен 6 испанских кораблей, а 3 сентября снова разбил превосходящие силы испанцев у Картахены, взял на абордаж испанский флагманский корабль и сжёг корабль неаполитанского адмирала.
В 1645 году Брезе поддерживал блокаду перед Таррагоной во время осады её с суши.
20 мая 1646 года он появился с флотом из 36 кораблей, 20 галер и 18 брандеров у мыса Арджентаро, где высадил 6 000 человек, завладел Теламоной, Салиной и Сан-Стефано и осадил Орбителло. 14 июня у Теламоны появился неаполитанский флот с подкреплениями для Орбителло, под командованием дона Антонио де Пиментель; Брезе тотчас же атаковал его, но в конце третьего дня удачного для французов боя был убит ядром.
Смерть Брезе была большой потерей для молодого флота Франции.